# Café Majestic
Le Café Majestic est un café historique, situé dans la Rua de Santa Catarina, à Porto, au Portugal.
Son importance provient à la fois de l'ambiance culturelle qui l'entoure, en particulier la tradition du « café rendez-vous », où se rencontrent diverses personnalités de la vie culturelle et artistique de la ville, ainsi que son architecture Art nouveau.

## Origines
Ouvert le 17 décembre 1921, avec le nom Elite, le café, situé au n. 112 Rua de Santa Catarina, a été immédiatement associé à une certaine fréquentation chic de la ville et à la splendeur de la  Belle Époque. Un de ceux qui étaient présents lors de l'inauguration, était l'aviateur pilote, Gago Coutinho, qui venait d'arriver d'un voyage à l'île de Madère, et se réjouit de la splendeur de la décoration Art nouveau.
L'année suivante, le nom changera pour Elite Majestic, suggérant le « chic » parisien.
De très grands noms de Porto s'y retrouvaient comme Teixeira de Pascoaes, José Régio, António Nobre ou le philosophe Leonardo Coimbra. Un autre rassemblement connu était ceux du sculpteur José Rodrigues et des peintres Alves Armando, Angelo de Sousa et Jorge Pinheiro. Ce groupe adoptera, en raison de la note finale du cours, le nom ironique « Les quatre-vingts », et restera uni dans une série d'expositions à Porto, Lisbonne et Paris dans la période 1968-1971.

## Le style
Le café Majestic imaginé par l'architecte João Queiroz, inspiré par le travail du maître Silva Marques, reste comme l'un des exemples les plus beaux et représentatifs de l'Art nouveau de la ville de Porto. 
L'imposante façade en marbre ornée de motifs végétaux est bien celle de l'époque. À l'intérieur tout est Art nouveau : les sièges en cuir, les tables, les lustres ainsi que les images des colonnes entre chaque miroir, sans oublier les peintures du plafond.

## Récompenses
Les nombreuses récompenses et une reconnaissance internationale Special Award Coffee Cream (1999), Silver Medal for Tourist Merit (2000), Silver Medal of City Merit - Porto (2006), Certified Mercury Prize - Best Trade in Area. Businesses in the category; shops with history (2011) et Municipal Merit Medal - Grade - Gold (2011), le TripAdvisor lui a donné un certificat d'excellence, et le site Cityguides l'a classé comme le « sixième plus beau café dans le monde ». Celles-ci venaient naturellement redonner finalement au café sa notoriété, qui pendant tant d'années avait été oublié.

## J. K. Rowling
Dans la biographie de J. K. Rowling écrite par Sean Smith, celui-ci rapporte que l'écrivain a passé beaucoup de temps au Café Majestic pour travailler sur son premier roman, Harry Potter à l'école des sorciers. J. K. Rowling quitte Porto en 1994, mais le livre n'est publié qu'en 1997.

## Galerie photos

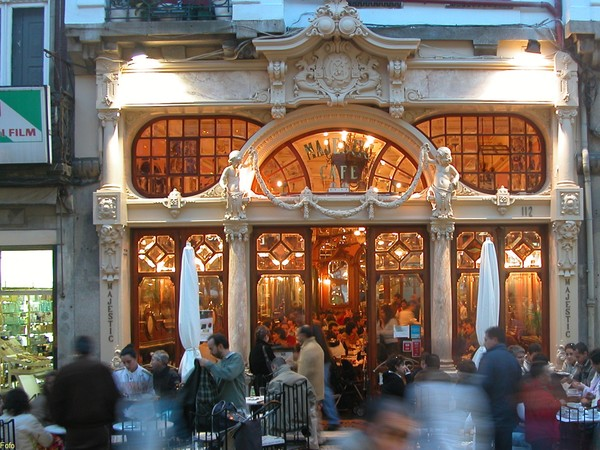
Façade
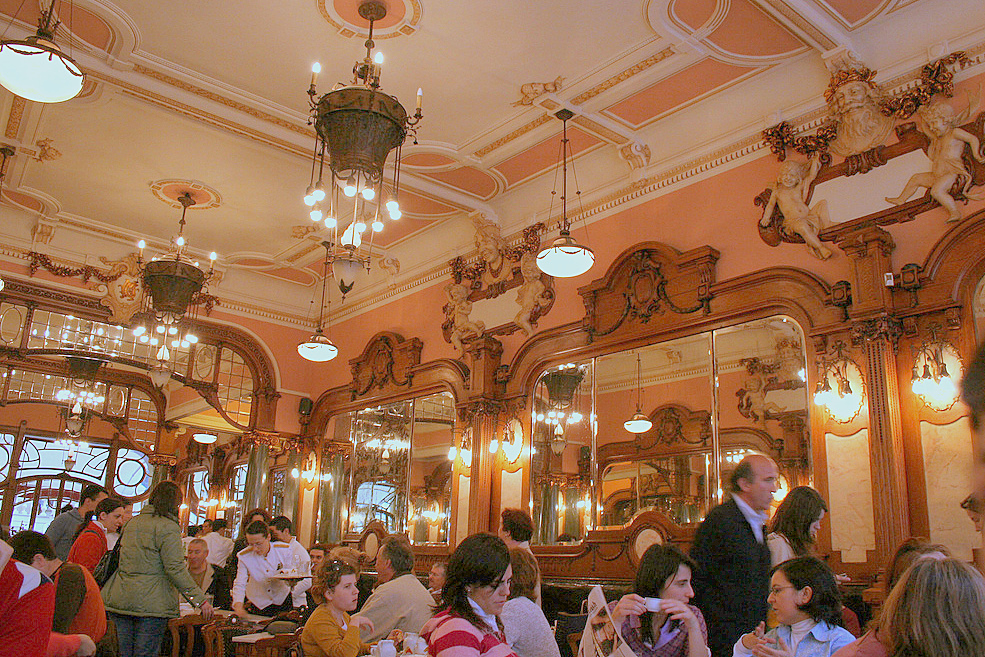
L'interieur